# 大齒瘦獅子魚
大齒瘦獅子魚，為輻鰭魚綱鮋形目杜父魚亞目獅子魚科的其中一種，分布於東南太平洋的智利外海海域，棲息深度約800公尺，體長可達6.3公分，為深海底棲性魚類，屬肉食性，生活習性不明。

## 擴展閱讀
維基物種上的相關：大齒瘦獅子魚